# هاري لودج
هاري لودج (بالإنجليزية: Harry Lodge)‏ هو دراج بريطاني، ولد في 23 سبتمبر 1967 في سالزبوري في المملكة المتحدة.

## وصلات خارجية
- هاري لودج على موقع أرشيف الدراجات (الإنجليزية)
- هاري لودج على موقع إحصائيات الدراجات الإحترافية (الإنجليزية)
- هاري لودج على موقع أوليمبيديا (الإنجليزية)
- هاري لودج على موقع اللجنة الأولمبية البريطانية (الإنجليزية)